# Усово (Ростовская область)
Усово — посёлок в Миллеровском районе Ростовской области.
Входит в состав Сулинского сельского поселения.

## География
В посёлке имеется одна улица: Железнодорожная.

## Население
| 2010 |
| ---- |
| 2    |